# Lac Castaic
Le lac Castaic (en anglais Castaic Lake) est un réservoir formé par le barrage de Castaic sur Castaic Creek, dans les Montagnes de la Sierra Pelona au nord-ouest du comté de Los Angeles, en Californie (États-Unis), près de la ville de Castaic.
Le California Office of Environmental Health Hazard Assessment a émis un avis de sécurité pour tout poisson capturé dans le lac Castaic et la lagune Castaic en raison des niveaux élevés de mercure et de PCB,.

## Description
Le lac, d'une capacité de 390 000 000 m3, avec une élévation de surface d'environ 457,2 m au-dessus du niveau de la mer, est le terminus de la branche ouest de l'aqueduc de Californie, bien qu’une partie de ses eaux provienne du bassin versant de 400 km2 de Castaic Creek, en amont du barrage. Le lac Castaic est coupé en deux par le barrage Elderberry Forebay, qui crée le Elderberry Forebay adjacent. L'eau de l’aqueduc provient de Pyramid Lake via le tunnel d'Angeles et est utilisée pour alimenter la centrale électrique de Castaic, une installation hydroélectrique à accumulation par pompage située à l'extrémité nord du réservoir. L'eau alimente principalement les turbines, plutôt que d'être pompée par elles.
Le lac Castaic fait partie de la zone de loisirs de l'État du lac Castaic, gérée par le « California State Parks ». L'accès principal se fait par l'Interstate 5 aux sorties 176A et 176B de la ville de Castaic.

### Distribution
L'eau du lac est distribuée dans toute la partie nord de la région du Grand Los Angeles. Une partie de l'eau est rejetée dans la lagune de Castaic sous le barrage, pour maintenir son niveau d'eau pour les loisirs. Castic Lagoon se jette dans Castaic Creek, qui coule vers le sud jusqu'à ce qu'elle rencontre la rivière Santa Clara, à quelques kilomètres à l'ouest de Santa Clarita.

## Activités du lac
Le lac Castaic a un lagon inférieur avec une plage de baignade qui est ouverte du week-end du Memorial Day (précédant le dernier lundi du moi de mai) au week-end de la fête du Travail (précédant le premier lundi de septembre) chaque année. Ce lac offre également la pêche au bar dans le lac supérieur et inférieur toute l'année et la pêche en float tube dans le lac inférieur.

## Dans la culture populaire
Castaic Lake était l'un des principaux lieux de tournage de la série Mighty Morphin Power Rangers. De nombreuses scènes d'action ont été enregistrées ici.
Castaic Lake était le point de départ de The Amazing Race 26 le 12 novembre 2014. Fear Factor (en) de NBC y a également été filmé.
Le lac a également servi de lieu de tournage principal pour le clip vidéo du single à succès de Sabrina Carpenter « Espresso » de 2024, tourné au printemps de la même année. 